# Margański & Mysłowski
 (avril 2021).
La mise en forme du texte ne suit pas les recommandations de Wikipédia : il faut le « wikifier ».
Les points d'amélioration suivants sont les cas les plus fréquents. Le détail des points à revoir est peut-être précisé sur la page de discussion.
- Les titres sont pré-formatés par le logiciel. Ils ne sont ni en capitales, ni en gras.
- Le texte ne doit pas être écrit en capitales (les noms de famille non plus), ni en gras, ni en italique, ni en « petit »…
- Le gras n'est utilisé que pour surligner le titre de l'article dans l'introduction, une seule fois.
- L'italique est rarement utilisé : mots en langue étrangère, titres d'œuvres, noms de bateaux, etc.
- Les citations ne sont pas en italique mais en corps de texte normal. Elles sont entourées par des guillemets français : « et ».
- Les listes à puces sont à éviter, des paragraphes rédigés étant largement préférés. Les tableaux sont à réserver à la présentation de données structurées (résultats, etc.).
- Les appels de note de bas de page (petits chiffres en exposant, introduits par l'outil «  Source ») sont à placer entre la fin de phrase et le point final[comme ça].
- Les liens internes (vers d'autres articles de Wikipédia) sont à choisir avec parcimonie. Créez des liens vers des articles approfondissant le sujet. Les termes génériques sans rapport avec le sujet sont à éviter, ainsi que les répétitions de liens vers un même terme.
- Les liens externes sont à placer uniquement dans une section « Liens externes », à la fin de l'article. Ces liens sont à choisir avec parcimonie suivant les règles définies. Si un lien sert de source à l'article, son insertion dans le texte est à faire par les notes de bas de page.
- La présentation des références doit suivre les conventions bibliographiques. Il est recommandé d'utiliser les modèles {{Ouvrage}}, {{Chapitre}}, {{Article}}, {{Lien web}} et/ou {{Bibliographie}}. Le mode d'édition visuel peut mettre en forme automatiquement les références.
- Insérer une infobox (cadre d'informations à droite) n'est pas obligatoire pour parachever la mise en page.

Pour une aide détaillée, merci de consulter Aide:Wikification.
Si vous pensez que ces points ont été résolus, vous pouvez retirer ce bandeau et améliorer la mise en forme d'un autre article.

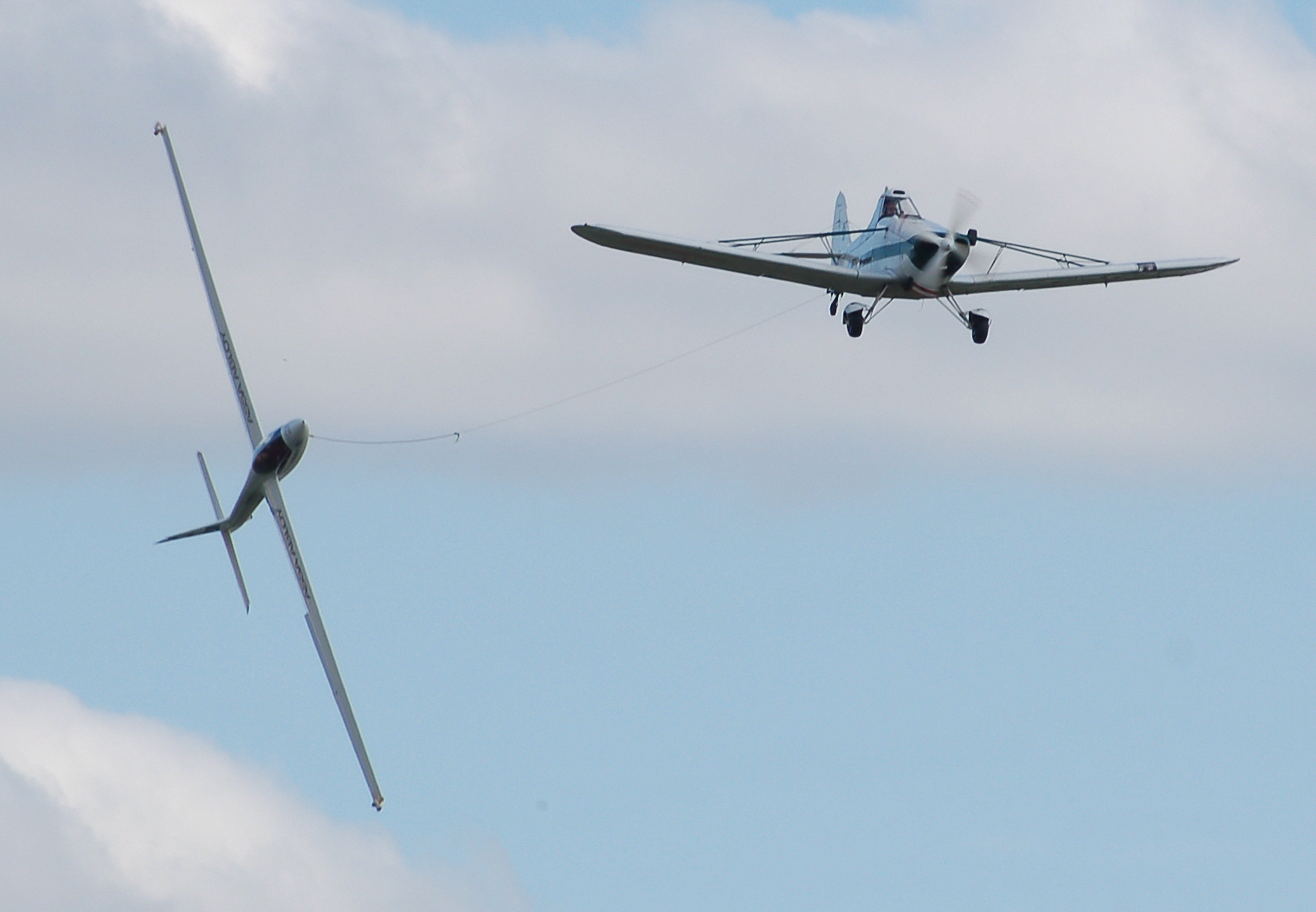
L'équipe de démonstration acrobatique Swift au Kemble Battle of Britain Weekend 2009. Un Swift S-1 effectue des tonneaux continus alors qu'il est remorqué par un Piper Pawnee

Margański & Mysłowski Zakłady Lotnicze (Compagnie d'Aviation Margański & Mysłowski) est un constructeur d'avions et de planeurs polonais, situé à Bielsko-Biała. Il conçoit et fabrique des planeurs acrobatiques de différentes catégories et des aéronefs motorisés, des éoliennes et des structures composites.

## Historique
La société a été créée sous le nom de Zakład Remontów i Produkcji Sprzętu Lotniczego (ZRiPS, Compagnie de réparation et de production d'équipements aéronautiques) en 1986 par Edward Margański. Elle fut, en Pologne communiste, la première entreprise aéronautique a acquérir un statut de droit privé. Au début, la société ne faisait que la réparation des planeurs en bois. Près de 200 appareils, principalement accidentés ont été réparés dans cette entreprise. Elle participe à la reconstruction d'avions anciens en coopérant avec le Musée de l'aviation de Cracovie pour la reconstruction de 4 anciens Polykarpov PO-2, RWD-13, LWD "Szpak" ou sur commande pour la reconstruction du planeur «Grunau-Baby».

### Spécialiste des planeurs de voltige
Dans les années 1990, elle évolua vers la conception de prototypes de planeurs de voltige et leur production pour les sociétés Swift et MDM. Le principal concepteur était Edward Margański. Les deux principales réalisations sont les modèles Swift S-1 et MDM-1 Fox lesquels remportent de nombreux prix lors des compétitions de voltige. Ce sont aussi leurs deux modèles les plus produits avec un peu plus de 35 unités pour chaque modèle vers 2003.

### Le temps des expérimentations
En 1999, ils commencent à travailler sur des aéronefs légers motorisés. En se basant sur le MDM-1 Fox fut conçu un planeur motorisé le Malgosia produit à 1 seul exemplaire et qui totalisait environ 100h de vol en 2003.
En 2001, la société a commencé à travailler sur des avions utilitaires et d'entrainement de construction composite et le nom de l'entreprise devient E. Margański i Wspólnicy (E. Margański & Partenaires), une société en commandite.
Une collaboration avec l'entreprise niçoise Aviasud commença pour la production d'un avion motorisé léger appelé Albatros mais la liquidation de la société française arrêta toute la commercialisation de cet appareil produit à 5 exemplaires.
La société essaya de se diversifier avec des prototypes de pales géantes (44m) d'éoliennes et d'éoliennes d'une capacité de 1000 kW tout en commençant à travailler sur des matériaux composites pour des moteurs de voitures. La société ENECO leur commanda, en 2002, un prototype de rotor pour une éolienne de 1200 kW de puissance.
Parmi les autres diversifications tentées figurent aussi la fabrication de rampes en matériaux composites pour l'accès aux personnes à mobilité réduites ainsi que la conception d'un prototype de yacht à moteur.

### Vers la production d'avion motorisés
Elle débuta en 1999 un projet de prototype pour un avion à réaction d'entraînement baptisé ISKRA II avec un moteur de 1300 à 1500 G de puissance. Sur la base de ce travail fut produit en 2003 le modèle EM-10 Bielik. À partir de 2001, ils commencèrent aussi la conception d'un avion d'affaires léger sur une nouvelle structure qui deviendra le modèle EM-11 Orka dont les vols d'essais eurent lieu en 2003,.
En 2005, avec l'arrivée de Grzegorz Mysłowski, l'entreprise a été rebaptisée Margański et Mysłowski Zakłady Lotnicze Sp. z.o.o. avec statut de société à responsabilité limitée. En octobre 2011, le statut de la société a été changé en société par actions et son nom complet est devenu Zakłady Lotnicze Margański & Mysłowski S.A.
En 2016, la Commission Européenne lance le programme CleanSkye2 et le projet SAT-AM afin de développer des moyens de réduire les coûts de production et de maintenance par des technologies innovantes pour des avions de 4 à 19 passagers. Pour ce projet, le consortium choisi par la Commission Européenne est dirigée par l'Institut de l'Aviation polonais et comprend 7 autres partenaires : PZL Mielec, Eurotech, Szel-Tech, P.W. Metrol, Ultratech, Zakłady Lotnicze Margański & Mysłowski et le Centre italien de recherche aérospatiale (Centro Italiano Ricerche Aerospaziali - CIRA). Les premiers déliverables ont été rendus en 2021 avec le vol d'un avion PZL M28 avec une nacelle de moteur en composite construite par Margański & Mysłowski.

## Dessins et modèles
- Swift S-1 (planeur de voltige monoplace)
- MDM-1 Fox (planeur de voltige biplace)
- Malgosia (planeur expérimental à moteur Fox) [7]
- Solo-Fox (conversion du prototype MDM-1 Fox en monoplace) [8]
- EM-10 Bielik (avion à réaction à faible coût pour la formation des pilotes de chasse)[9]
- EM-11 Orka (avion de tourisme / d'affaires à quatre places)[10],[4]

## Récompenses
- 2 titres de champion du monde de voltige en 1993 et 1999 (pilote Jerzy Makula) sur MDM-1 Fox
- 3 titres de champion d'Europe de voltige (1994, 1998, 2004) sur MDM-1 Fox